# Ganj Muradabad
Ganj Muradabad là một thị xã và là một nagar panchayat của quận Unnao thuộc bang Uttar Pradesh, Ấn Độ.

## Nhân khẩu
Theo điều tra dân số năm 2001 của Ấn Độ, Ganj Muradabad có dân số 9377 người. Phái nam chiếm 53% tổng số dân và phái nữ chiếm 47%. Ganj Muradabad có tỷ lệ 38% biết đọc biết viết, thấp hơn tỷ lệ trung bình toàn quốc là 59,5%: tỷ lệ cho phái nam là 44%, và tỷ lệ cho phái nữ là 31%. Tại Ganj Muradabad, 18% dân số nhỏ hơn 6 tuổi.